# Ciutat de les Arts i les Ciències

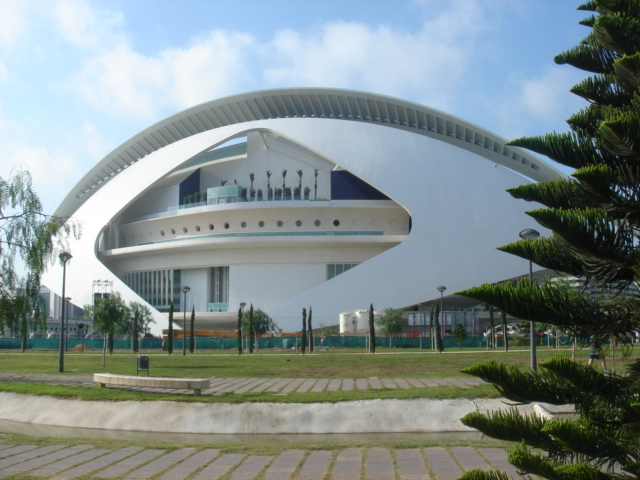
Il Palau de les Arts Reina Sofía

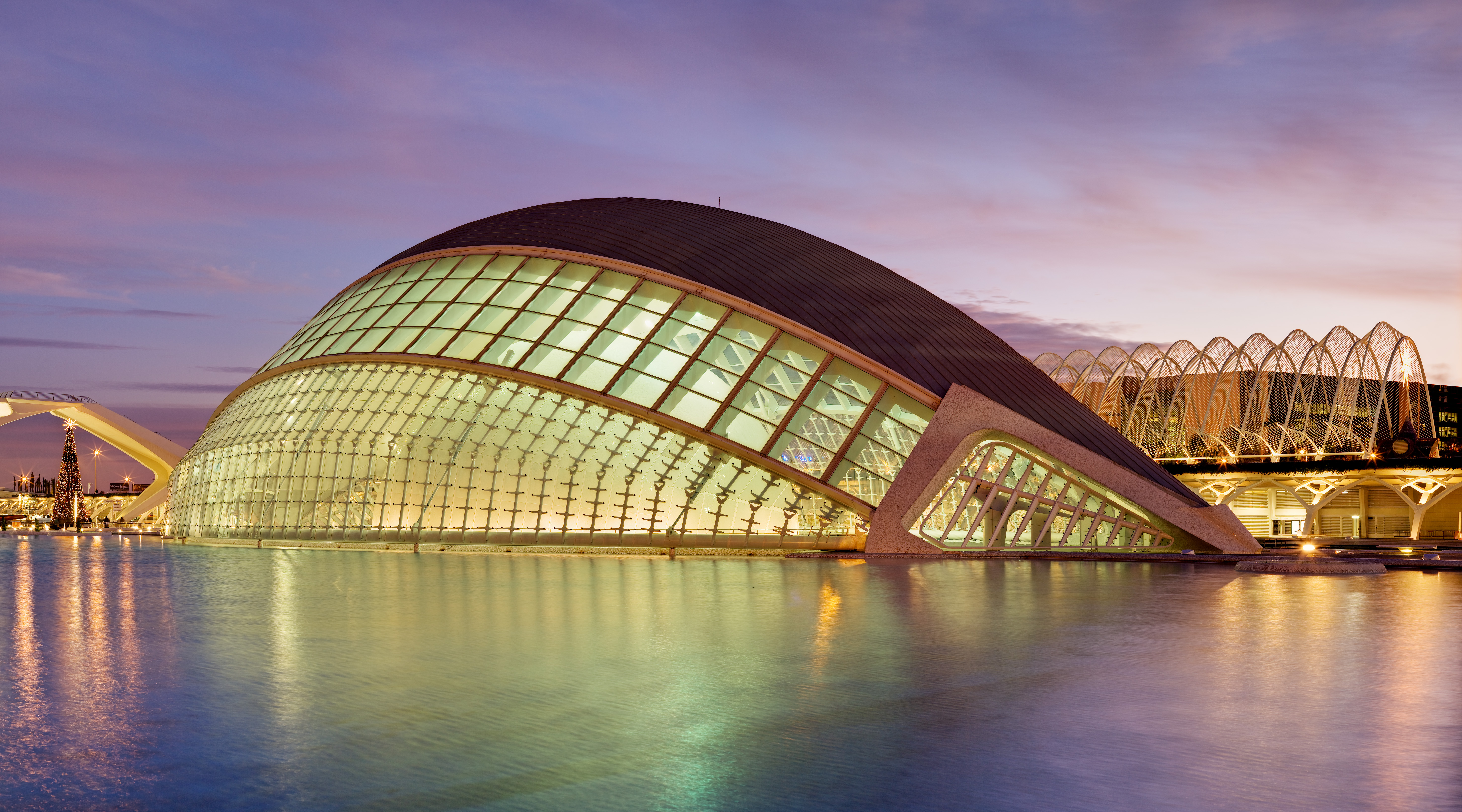
L'Hemisfèric

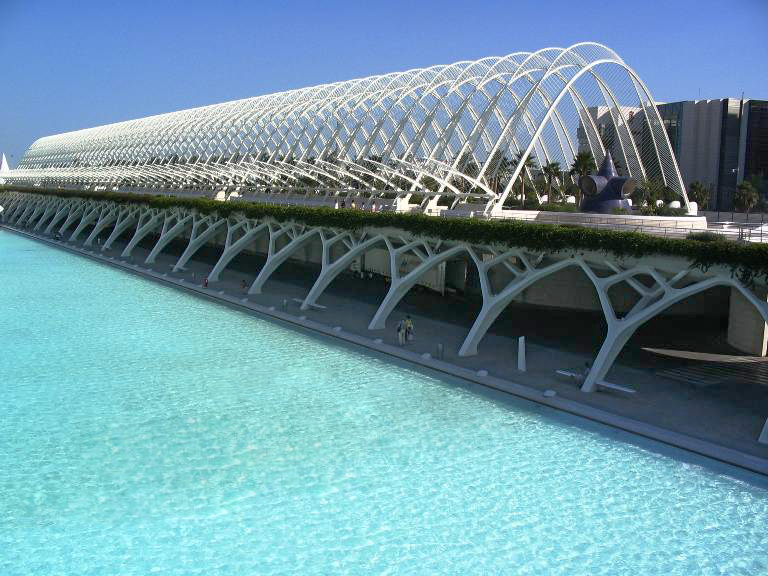
L'Umbracle

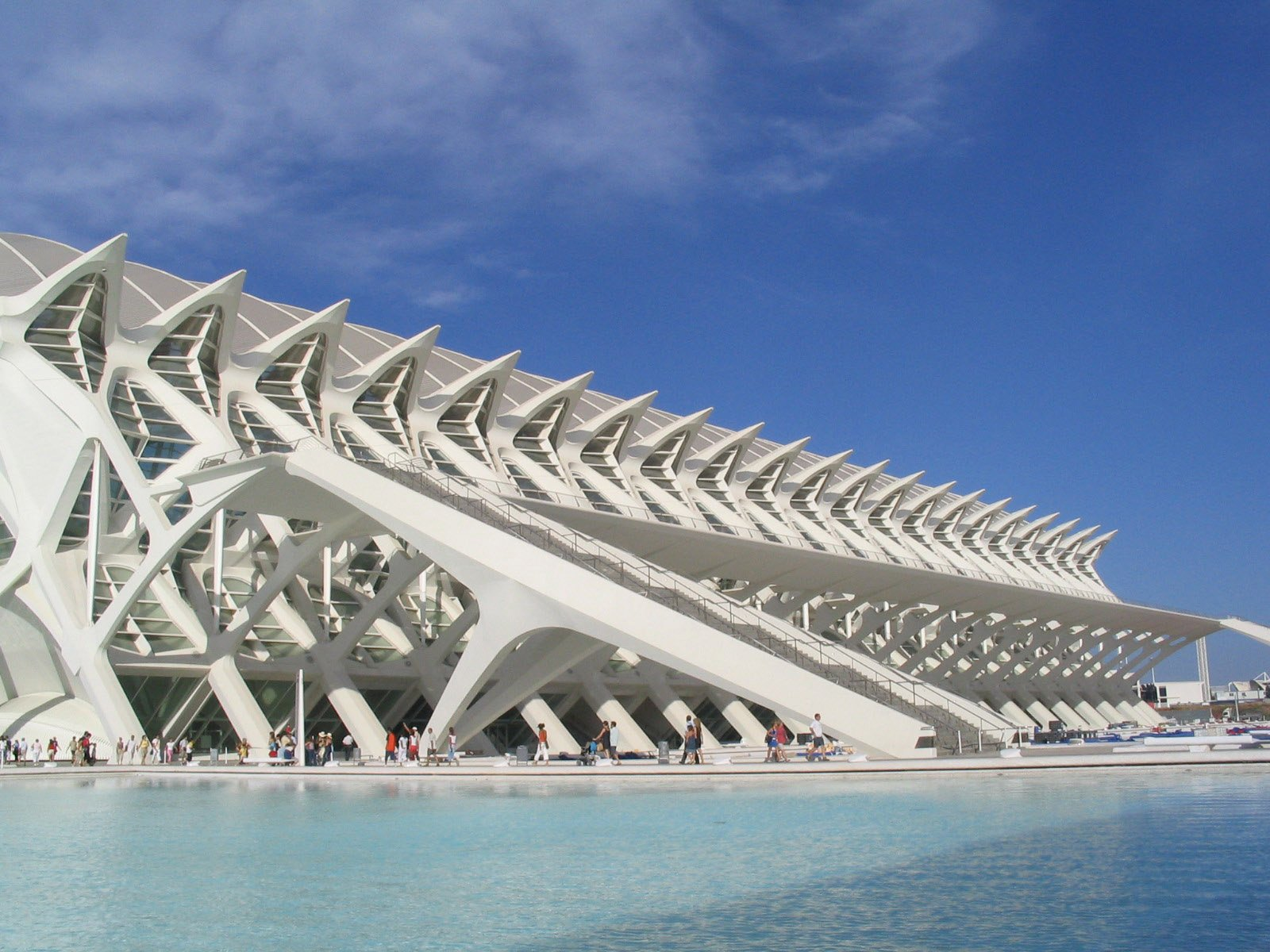
Il Museu de les Ciències Príncep Felip

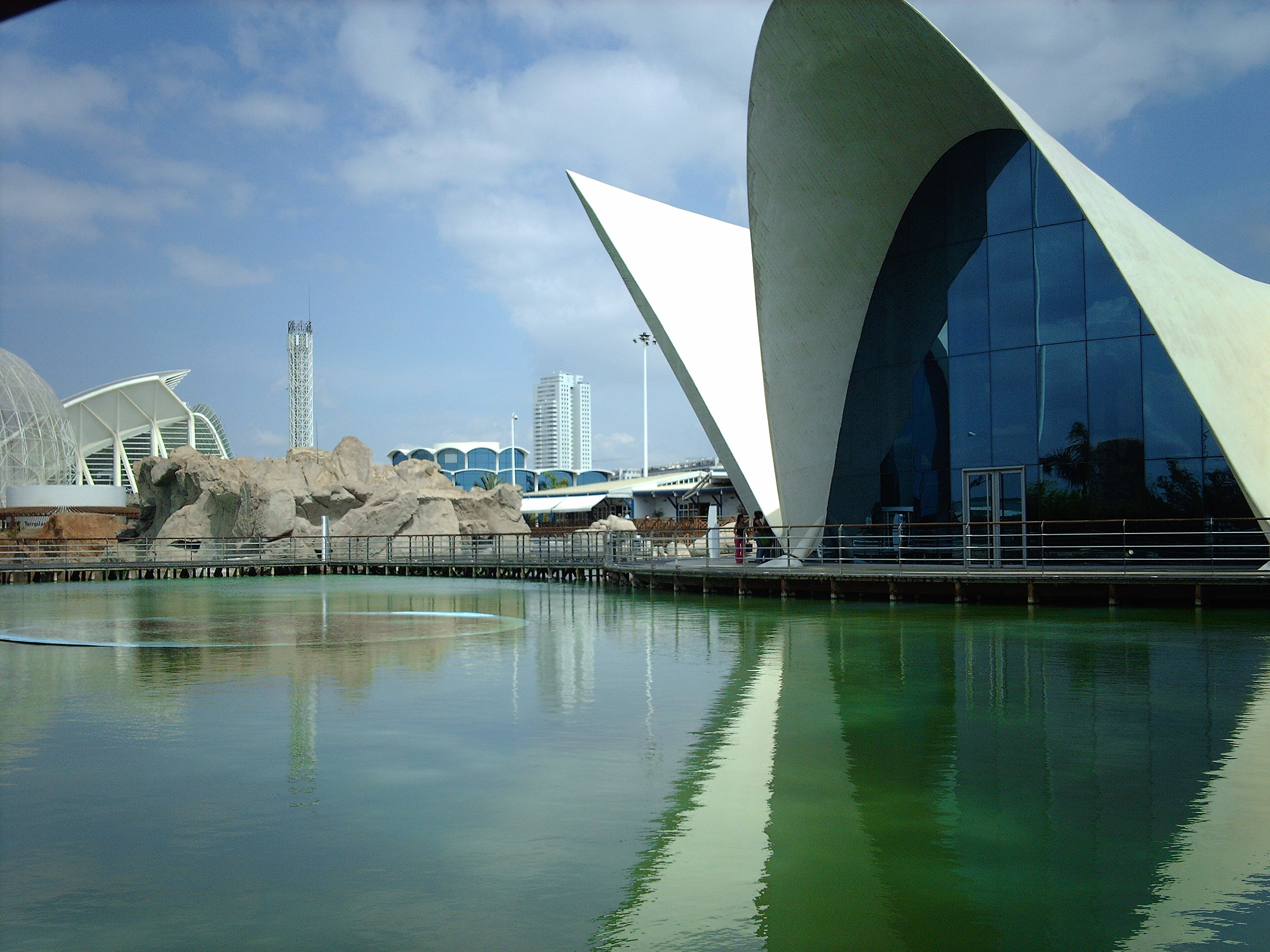
L'Oceanogràfic

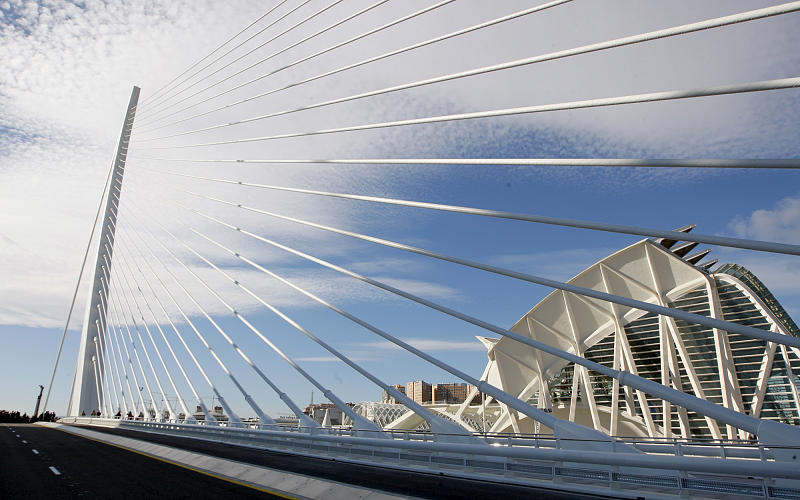
Il Pont de l'Assut de l'Or

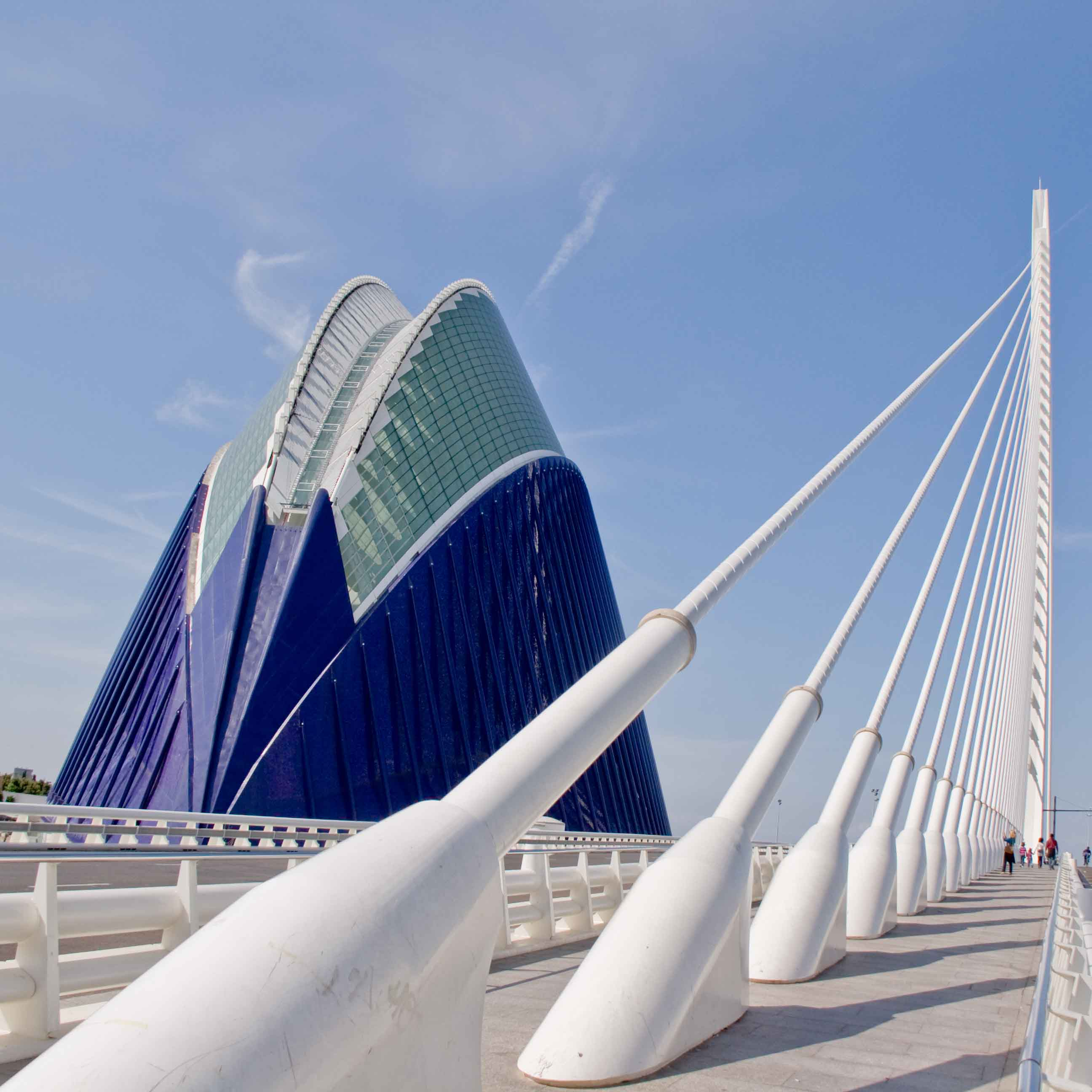
LÁgora

La Città delle Arti e delle Scienze sorge a Valencia, in Spagna, sul vecchio letto, ora spostato, del fiume Turia e copre una superficie di 350.000 m².
Progettato dagli architetti Santiago Calatrava e Félix Candela, ed iniziato nel luglio 1996, è un esempio di architettura organica che, grazie a qualità costruttive d'avanguardia, riesce ad armonizzare gli elementi con i contenuti, lasciando però trasparire la tradizione mediterranea del mare e della luce attraverso un gioco di colori tra l'azzurro dei grandi stagni d'acqua a cielo aperto e il bianco del cemento.
Il centro è una vera e propria "città nella città", costituito dalle seguenti strutture, note con i loro nomi valenciani:
- Il Palau de les Arts Reina Sofía: un monumentale edificio dalle forme molto singolari destinato alla creazione, alla promozione e alla diffusione di tutte le arti sceniche.

- L'Hemisfèric: una struttura architettonica di 13.000 m² concepito per fondere insieme le sensazioni suscitate da un planetario con l'impatto visivo delle immagini cinematografiche in formato IMAX su uno schermo di quasi 900 m². La forma dell'edificio riprende l'idea di un gigantesco occhio umano, la cui metà superiore, costituita dalla creazione architettonica di Calatrava, è virtualmente completata nell'occhio del visitatore dal riflesso dell'edificio osservabile in uno stagno rettangolare di 24.000 m².

- L'Umbracle: un edificio situato nella parte meridionale del complesso, lungo 320 m e largo 60, costituito da un parcheggio su due piani per automobili (fino a 900) e pullman (fino a 20) e una passeggiata superiore nota come Paseo de las Esculturas (in italiano viale delle sculture) abbellita da un giardino alberato contenente una grande varietà di piante di specie diverse.

- Il Museu de les Ciències Príncep Felip: un museo scientifico interattivo con una forma che ricorda vagamente lo scheletro di un enorme dinosauro, suddiviso su tre piani principali di circa 8.000 m² ciascuno: Tecnópolis, El Escaparate de la Ciencia (la vetrina della scienza) e Formas y Estructuras (forme e strutture). Al secondo piano è inoltre presente El legado de la ciencia (il lascito della scienza) in cui è presente un'esposizione sulla vita e le opere dei Premi Nobel Severo Ochoa, Santiago Ramón y Cajal e Jean Dausset.

- L'Oceanogràfic: uno dei più grandi acquari d'Europa, un parco oceanografico all'aria aperta posto su di una superficie di 110.000 m². Al suo interno sono rappresentati tutti i differenti habitat marini di mari e oceani attraverso più di 40.000 specie diverse.

- Il Pont de l'Assut de l'Or: un ponte strallato il cui pilone di 125 metri di altezza è il punto più alto della città.

- L'Ágora: una piazza coperta, inaugurata nel novembre del 2009 e nella quale si realizzano convegni ed eventi sportivi come l'Open de Tenis Comunidad Valenciana.